# Gymnochiromyia concolor
Gymnochiromyia concolor is een vliegensoort uit de familie van de Chyromyidae. De wetenschappelijke naam van de soort is voor het eerst geldig gepubliceerd in 1914 door Malloch.